# Kabinet-Gillard I
Het kabinet-Gillard I was de regering van het Gemenebest van Australië van 24 juni 2010 tot 14 september 2010.
| Ambtsbekleder                         | Ambtsbekleder     | Ambtsbekleder            | Functie(s)                                   | Ambtstermijn    | Ambtstermijn      | Partij |
| ------------------------------------- | ----------------- | ------------------------ | -------------------------------------------- | --------------- | ----------------- | ------ |
|                                       | Julia Gillard     | Julia Gillard (1961)     | Premier                                      | 24 juni 2010    | 27 juni 2013      | ALP    |
|                                       | Wayne Swan        | Wayne Swan (1954)        | Vicepremier                                  | 24 juni 2010    | 27 juni 2013      | ALP    |
| Minister van Financiën                | Wayne Swan        | Wayne Swan (1954)        | 3 december 2007                              |                 | 27 juni 2013      | ALP    |
|                                       | Stephen Smith     | Stephen Smith (1955)     | Minister van Buitenlandse Zaken              | 3 december 2007 | 14 september 2010 | ALP    |
| Minister voor Buitenlandse Handel     | Stephen Smith     | Stephen Smith (1955)     | 24 juni 2010                                 |                 | 14 september 2010 | ALP    |
|                                       | Robert McClelland | Robert McClelland (1958) | Minister van Justitie                        | 3 december 2007 | 14 december 2011  | ALP    |
|                                       | John Faulkner     | John Faulkner (1954)     | Minister van Defensie                        | 5 juni 2009     | 14 september 2010 | ALP    |
|                                       | Nicola Roxon      | Nicola Roxon (1967)      | Minister van Volksgezondheid                 | 3 december 2007 | 14 december 2011  | ALP    |
|                                       | Jenny Macklin     | Jenny Macklin (1953)     | Minister van Sociale Zaken                   | 3 december 2007 | 18 september 2013 | ALP    |
|                                       | Simon Crean       | Simon Crean (1949)       | Minister van Arbeid                          | 24 juni 2010    | 14 september 2010 | ALP    |
| Minister van Onderwijs                | Simon Crean       | Simon Crean (1949)       |                                              | 24 juni 2010    | 14 september 2010 | ALP    |
|                                       | Kim Carr          | Kim Carr (1955)          | Minister van Industriële Zaken en Wetenschap | 3 december 2007 | 12 december 2011  | ALP    |
|                                       | Anthony Albanese  | Anthony Albanese (1963)  | Minister van Infrastructuur                  | 3 december 2007 | 1 september 2013  | ALP    |
| Minister van Regionale Ontwikkeling   | Anthony Albanese  | Anthony Albanese (1963)  | 14 september 2010                            | 3 december 2007 |                   | ALP    |
| Minister van Lokale Zaken             | Anthony Albanese  | Anthony Albanese (1963)  | 14 september 2010                            | 3 december 2007 |                   | ALP    |
| Leider in het Huis van Afgevaardigden | Anthony Albanese  | Anthony Albanese (1963)  | 18 september 2013                            | 3 december 2007 |                   | ALP    |
|                                       | Tony Burke        | Tony Burke (1969)        | Minister van Landbouw                        | 3 december 2007 | 14 september 2010 | ALP    |
|                                       | Peter Garrett     | Peter Garrett (1953)     | Minister van Milieu                          | 3 december 2007 | 14 september 2010 | ALP    |
|                                       | Stephen Conroy    | Stephen Conroy (1963)    | Minister van Communicatie                    | 3 december 2007 | 1 juli 2013       | ALP    |
|                                       | Chris Evans       | Chris Evans (1958)       | Minister voor Immigratie                     | 3 december 2007 | 14 september 2010 | ALP    |
| Leider in de Senaat                   | Chris Evans       | Chris Evans (1958)       | 1 februari 2013                              | 3 december 2007 |                   | ALP    |
|                                       | Martin Ferguson   | Martin Ferguson (1953)   | Minister voor Energie                        | 3 december 2007 | 22 maart 2013     | ALP    |
|                                       | Penny Wong        | Penny Wong (1968)        | Minister voor Klimaat en Waterstaat          | 3 december 2007 | 14 september 2010 | ALP    |
|                                       | Chris Bowen       | Chris Bowen (1973)       | Minister voor Publieke Diensten              | 5 juni 2009     | 14 september 2010 | ALP    |
|                                       | Lindsay Tanner    | Lindsay Tanner (1956)    | Onderminister voor Financiën                 | 3 december 2007 | 3 september 2010  | ALP    |
|                                       | Joe Ludwig        | Joe Ludwig (1959)        | Kabinet- secretaris                          | 5 juni 2009     | 14 september 2010 | ALP    |